# おおぐま座61番星
おおぐま座61番星（おおぐまざ61ばんせい、61 Ursae Majoris、61 UMa）は、おおぐま座にあるG型主系列星である。太陽と似た特徴を持つが、太陽と比べて、大きさはやや小さく、光度もやや低い。見かけの等級は5.3で、肉眼で何とかみえる程度の明るさである。1943年に、MKスペクトル分類におけるG8 V型の標準星としてとり上げられて以降、1次的な標準星の一つとして利用され続けている。

## 特徴
| 太陽 | おおぐま座61番星 |
| ---- | ---------------- |
| 太陽 | Exoplanet        |

おおぐま座61番星は、写真測光で明るさが変化していると報告されたことがある。しかし、同時期に報告された光電測光の結果では、明るさの変化はみられなかった。少ない観測回数で変光が検出されないことや、おおぐま座61番星のスペクトル型からして、本当に変光しているのであれば、食連星の可能性が高いとみられるが、分光観測による視線速度の変化はみられず、最近の研究でも伴天体は発見されていないため、変光星かどうか疑わしい。変光星総合カタログにおいても、新しい変光星候補に止まっている。
おおぐま座61番星の自転周期は、様々に見積もられているが、複数の指標による推定を照合させることで、差動回転していることが明らかになっている。
おおぐま座61番星は、太陽からの距離が約31光年と、太陽系の近傍にある太陽と似た恒星のため、TPF計画（2011年に中止）で優先度の高い目標の一つとして挙げられていた。また、同様の理由により、恒星の周りに小惑星帯に類する塵などがないか、赤外線での観測によって調べられているが、赤外超過は検出されていない。
おおぐま座61番星の空間速度は、(U, V, W) = (8, -16, -4) km/sと推定され、銀河系内を、銀河中心からの平均距離26,100光年、離心率0.07という軌道で回転している。